# Xylopia lamarckii
Xylopia lamarckii é uma espécie de planta da família Annonaceae.
É endémica da Mauritânia.
Está ameaçada por perda de habitat.